# Порт Харкорт
Порт Харкорт (на английски: Port Harcourt) е град в щата Ривърс, южна Нигерия, с население около 1 380 000 души (2006).
Разположен е на 18 m надморска височина в югоизточната част на делтата на река Нигер. Селището е основано през 1912 година като пристанище на откритите в района каменни въглища и е наречено на британския държавен секретар за колониите лорд Люис Харкорт. През втората половина на XX век се превръща във важно пристанище за нигерийския износ на нефт.
Площта на града е 360 km². Намира се в часова зона UTC+1. Градът разполага с международно летище, две пристанища, стадион и две рафинерии.